# Kunstwerk rotonde Beugenseweg
Het (naamloze) kunstwerk rotonde Beugenseweg is een kunstwerk uit 2000 gelegen op de rotonde Beugenseweg/ Karel Doormanstraat/Hollesteeg in de plaats Boxmeer. Het is een werk van Anjeliek Blaauw uit 2000 gemaakt in opdracht van de gemeente.